# 4e étape du Tour de France 2002
Pour un article plus général, voir Tour de France 2002.
La 4e étape du Tour de France 2002 a eu lieu le 10 juillet 2002 entre Épernay et Château-Thierry une distance de 67,5 km sous la forme d'un contre-la-montre par équipes. Elle a été remportée par l'équipe Espagnole ONCE-Eroski devant les Américains de l'U.S. Postal Service et les Danois de CSC-Tiscali. Grâce à cette victoire, c'est Igor González de Galdeano qui s'empare du maillot jaune qui n'aura été porté qu'une journée par l'Allemand Erik Zabel (Telekom).

## Classement de l'étape
| \| Classement de l'étape \| Classement de l'étape \| Classement de l'étape \| Classement de l'étape \| Classement de l'étape \| \| Coureur \| Coureur \| Pays \| Équipe \| Temps \| \| --------------------- \| ------------------------------- \| --------------------- \| --------------------- \| --------------------- \| \| 1re \| ONCE-Eroski \| \| \| 1 h 19 min 49 s \| \| 2e \| US Postal Service \| \| \| + 16 s \| \| 3e \| CSC-Tiscali \| \| \| + 46 s \| \| 4e \| Fassa Bortolo \| \| \| + 1 min 30 s \| \| 5e \| Cofidis-Le Crédit par Téléphone \| \| \| + 1 min 44 s \| \| 6e \| iBanesto.com \| \| \| + 1 min 56 s \| \| 7e \| Domo-Farm Frites \| \| \| + 2 min 12 s \| \| 8e \| Rabobank \| \| \| + 2 min 16 s \| \| 9e \| Kelme-Costa Blanca \| \| \| + 2 min 19 s \| \| 10e \| Lampre-Daikin \| \| \| + 2 min 22 s \| |                                 |      |        |                 |
| |                                 |      |        |                 |
| |                                 |      |        |                 |
| Classement de l'étape |                                 |      |        |                 |
| Coureur | Coureur                         | Pays | Équipe | Temps           |
| 1re | ONCE-Eroski                     |      |        | 1 h 19 min 49 s |
| 2e | US Postal Service               |      |        | + 16 s          |
| 3e | CSC-Tiscali                     |      |        | + 46 s          |
| 4e | Fassa Bortolo                   |      |        | + 1 min 30 s    |
| 5e | Cofidis-Le Crédit par Téléphone |      |        | + 1 min 44 s    |
| 6e | iBanesto.com                    |      |        | + 1 min 56 s    |
| 7e | Domo-Farm Frites                |      |        | + 2 min 12 s    |
| 8e | Rabobank                        |      |        | + 2 min 16 s    |
| 9e | Kelme-Costa Blanca              |      |        | + 2 min 19 s    |
| 10e | Lampre-Daikin                   |      |        | + 2 min 22 s    |

## Classement général
Au classement général, la victoire de l'équipe ONCE-Eroski permet donc à Igor González de Galdeano de prendre les commandes du classement et le maillot jaune de leader. Il devance son coéquipier Joseba Beloki de quatre secondes et l'Américain Lance Armstrong (U.S. Postal Service) de sept. A noter que l'équipe espagnole place sept de ses neuf coureurs dans le top 10, les trois derniers étant coéquipiers d'Armstrong.
| \| Classement général \| Classement général \| Classement général \| Classement général \| Classement général \| \| Coureur \| Coureur \| Pays \| Équipe \| Temps \| \| ------------------ \| ------------------------- \| ------------------ \| ------------------ \| ------------------ \| \| 1er \| Igor González de Galdeano \| Espagne \| ONCE-Eroski \| 14 h 51 min 50 s \| \| 2e \| Joseba Beloki \| Espagne \| ONCE-Eroski \| + 4 s \| \| 3e \| Lance Armstrong \| États-Unis \| US Postal Service \| DQ \| \| 4e \| Jörg Jaksche \| Allemagne \| ONCE-Eroski \| + 12 s \| \| 5e \| Abraham Olano \| Espagne \| ONCE-Eroski \| + 22 s \| \| 6e \| Roberto Heras \| Espagne \| US Postal Service \| + 25 s \| \| 7e \| Isidro Nozal \| Espagne \| ONCE-Eroski \| + 27 s \| \| 8e \| José Azevedo \| Portugal \| ONCE-Eroski \| + 28 s \| \| 9e \| George Hincapie \| États-Unis \| US Postal Service \| + 28 s \| \| 10e \| Marcos Serrano \| Espagne \| ONCE-Eroski \| + 30 s \| |                           |            |                   |                  |
| |                           |            |                   |                  |
| |                           |            |                   |                  |
| Classement général |                           |            |                   |                  |
| Coureur | Coureur                   | Pays       | Équipe            | Temps            |
| 1er | Igor González de Galdeano | Espagne    | ONCE-Eroski       | 14 h 51 min 50 s |
| 2e | Joseba Beloki             | Espagne    | ONCE-Eroski       | + 4 s            |
| 3e | Lance Armstrong           | États-Unis | US Postal Service | DQ               |
| 4e | Jörg Jaksche              | Allemagne  | ONCE-Eroski       | + 12 s           |
| 5e | Abraham Olano             | Espagne    | ONCE-Eroski       | + 22 s           |
| 6e | Roberto Heras             | Espagne    | US Postal Service | + 25 s           |
| 7e | Isidro Nozal              | Espagne    | ONCE-Eroski       | + 27 s           |
| 8e | José Azevedo              | Portugal   | ONCE-Eroski       | + 28 s           |
| 9e | George Hincapie           | États-Unis | US Postal Service | + 28 s           |
| 10e | Marcos Serrano            | Espagne    | ONCE-Eroski       | + 30 s           |

## Classements annexes
| Classement par points | Classement par points | Classement par points | Classement par points | Classement par points |
| Coureur               | Coureur               | Pays                  | Équipe                | Points                |
| --------------------- | --------------------- | --------------------- | --------------------- | --------------------- |
| 1er                   | Erik Zabel            | Allemagne             | Telekom               | 96 pts                |
| 2e                    | Robbie McEwen         | Australie             | Lotto-Adecco          | 91 pts                |
| 3e                    | Óscar Freire          | Espagne               | Mapei-Quick Step      | 71 pts                |
| 4e                    | Stuart O'Grady        | Australie             | Crédit Agricole       | 56 pts                |
| 5e                    | Baden Cooke           | Australie             | Fdjeux.com            | 55 pts                |

| Classement par points | Classement par points | Classement par points | Classement par points | Classement par points |
| Coureur               | Coureur               | Pays                  | Équipe                | Points                |
| --------------------- | --------------------- | --------------------- | --------------------- | --------------------- |
| 1er                   | Erik Zabel            | Allemagne             | Telekom               | 96 pts                |
| 2e                    | Robbie McEwen         | Australie             | Lotto-Adecco          | 91 pts                |
| 3e                    | Óscar Freire          | Espagne               | Mapei-Quick Step      | 71 pts                |
| 4e                    | Stuart O'Grady        | Australie             | Crédit Agricole       | 56 pts                |
| 5e                    | Baden Cooke           | Australie             | Fdjeux.com            | 55 pts                |

| Classement de la montagne | Classement de la montagne | Classement de la montagne | Classement de la montagne | Classement de la montagne |
| Coureur                   | Coureur                   | Pays                      | Équipe                    | Points                    |
| ------------------------- | ------------------------- | ------------------------- | ------------------------- | ------------------------- |
| 1er                       | Christophe Mengin         | France                    | Fdjeux.com                | 29 pts                    |
| 2e                        | Stéphane Bergès           | France                    | AG2R Prévoyance           | 26 pts                    |
| 3e                        | Ludo Dierckxsens          | Belgique                  | Lampre-Daikin             | 15 pts                    |
| 4e                        | Patrice Halgand           | France                    | Jean Delatour             | 9 pts                     |
| 5e                        | Sylvain Chavanel          | France                    | Bonjour                   | 6 pts                     |

| Classement de la montagne | Classement de la montagne | Classement de la montagne | Classement de la montagne | Classement de la montagne |
| Coureur                   | Coureur                   | Pays                      | Équipe                    | Points                    |
| ------------------------- | ------------------------- | ------------------------- | ------------------------- | ------------------------- |
| 1er                       | Christophe Mengin         | France                    | Fdjeux.com                | 29 pts                    |
| 2e                        | Stéphane Bergès           | France                    | AG2R Prévoyance           | 26 pts                    |
| 3e                        | Ludo Dierckxsens          | Belgique                  | Lampre-Daikin             | 15 pts                    |
| 4e                        | Patrice Halgand           | France                    | Jean Delatour             | 9 pts                     |
| 5e                        | Sylvain Chavanel          | France                    | Bonjour                   | 6 pts                     |

| Classement du meilleur jeune | Classement du meilleur jeune | Classement du meilleur jeune | Classement du meilleur jeune    | Classement du meilleur jeune |
| Coureur                      | Coureur                      | Pays                         | Équipe                          | Temps                        |
| ---------------------------- | ---------------------------- | ---------------------------- | ------------------------------- | ---------------------------- |
| 1er                          | Isidro Nozal                 | Espagne                      | ONCE-Eroski                     | 14 h 52 min 17 s             |
| 2e                           | David Millar                 | Royaume-Uni                  | Cofidis-Le Crédit par Téléphone | + 1 min 13 s                 |
| 3e                           | Ivan Basso                   | Italie                       | Fassa Bortolo                   | + 1 min 14 s                 |
| 4e                           | Volodymyr Gustov             | Ukraine                      | Fassa Bortolo                   | + 1 min 25 s                 |
| 5e                           | Rubens Bertogliati           | Suisse                       | Lampre-Daikin                   | + 1 min 43 s                 |

| Classement du meilleur jeune | Classement du meilleur jeune | Classement du meilleur jeune | Classement du meilleur jeune    | Classement du meilleur jeune |
| Coureur                      | Coureur                      | Pays                         | Équipe                          | Temps                        |
| ---------------------------- | ---------------------------- | ---------------------------- | ------------------------------- | ---------------------------- |
| 1er                          | Isidro Nozal                 | Espagne                      | ONCE-Eroski                     | 14 h 52 min 17 s             |
| 2e                           | David Millar                 | Royaume-Uni                  | Cofidis-Le Crédit par Téléphone | + 1 min 13 s                 |
| 3e                           | Ivan Basso                   | Italie                       | Fassa Bortolo                   | + 1 min 14 s                 |
| 4e                           | Volodymyr Gustov             | Ukraine                      | Fassa Bortolo                   | + 1 min 25 s                 |
| 5e                           | Rubens Bertogliati           | Suisse                       | Lampre-Daikin                   | + 1 min 43 s                 |

| Classement par équipes | Classement par équipes           | Classement par équipes | Classement par équipes |
| Équipe                 | Équipe                           | Pays                   | Temps                  |
| ---------------------- | -------------------------------- | ---------------------- | ---------------------- |
| 1re                    | ONCE-Eroski                      | Espagne                | 44 h 35 min 46 s       |
| 2e                     | US Postal Service                | États-Unis             | + 42 s                 |
| 3e                     | CSC-Tiscali                      | Danemark               | + 2 min 09 s           |
| 4e                     | Fassa Bortolo                    | Italie                 | + 4 min 53 s           |
| 5e                     | Cofidis, le Crédit par Téléphone | France                 | + 5 min 06 s           |

| Classement par équipes | Classement par équipes           | Classement par équipes | Classement par équipes |
| Équipe                 | Équipe                           | Pays                   | Temps                  |
| ---------------------- | -------------------------------- | ---------------------- | ---------------------- |
| 1re                    | ONCE-Eroski                      | Espagne                | 44 h 35 min 46 s       |
| 2e                     | US Postal Service                | États-Unis             | + 42 s                 |
| 3e                     | CSC-Tiscali                      | Danemark               | + 2 min 09 s           |
| 4e                     | Fassa Bortolo                    | Italie                 | + 4 min 53 s           |
| 5e                     | Cofidis, le Crédit par Téléphone | France                 | + 5 min 06 s           |